# Zicman Feider
Zicman Feider (1903-1979) fue un acarólogo judío rumano, notable investigador y talentoso académico, cuyo trabajo continúa influenciando a varias generaciones de biólogos, algunos de los cuales estudiaron zoología bajo su supervisión. Su nombre como investigador está asociado para siempre con el enigmático grupo de Acari / Acarina (un taxón de arácnidos que contiene ácaros y garrapatas), por lo que trabajó arduamente para perfeccionar su taxonomía. Solo o en colaboración con sus numerosos discípulos, describió y creó una falange y dos sub-falanges, dieciséis familias y ocho subfamilias, cuarenta géneros, cuatro subgéneros y ciento cuarenta y cinco especies nuevas para la ciencia. Solo puede compararse el trabajo del profesor Feider con el de Arístides Caradgea, quien estudió la micro Lepidóptera, atrayendo a todos los investigadores mundiales de ese grupo a peregrinar a su modesto lugar en Grumazesti, Neamţ, Rumania. Del mismo modo, la extenuante línea de trabajo de Feider abarcó colecciones de Ácaros de toda Europa, Isla de Santa Helena, Corea del Norte, Nepal, Mongolia, India, Vietnam, Brasil, Venezuela y Chile, haciendo su laboratorio en la Universidad Alexandru Ioan Cuza (en rumano: Universitatea "Alexandru Ioan Cuza", acrónimo: UAIC), de Iaşi, Rumanía, una meca de los acarólogos del mundo.

## Biografía

### Primeros años
Feider nació el 17 de abril de 1903, en Roman, en la provincia de Moldavia, Rumanía, el mayor de siete hijos de Beila y Daniel (Idel) Feider, de etnia judía Askenazí. Beila y Daniel Feider eran propietarios de una pequeña tienda rodante (los vagones eran entonces muy solicitados), y, como la tradición judía todavía exige, ahorraron la mayor parte de sus ingresos para ofrecer a su hijo la mejor oportunidad de estudiar y convertirse en un "médico". Sus esperanzas se sustentaron en la excelente actuación de su joven y estudioso hijo Zicman, que se graduó en el gimnasio y el prestigioso Liceo "Roman Vodă", con las mejores calificaciones posibles.

### Altos estudios
En 1922, después de recibir su bachillerato, se matriculó en la Universidad de Pavía, Italia, como estudiante extranjero. De 1923 a 1925, Feider asistió a las clases de Histología y Patología del famoso profesor Camilo Golgi, el científico y médico que descubrió el aparato de Golgi, el órgano del tendón de Golgi y el reflejo del tendón de Golgi. Desafortunadamente, el estudiante Feider se alimentaba pobremente, y en 1925, después de tres años de inanición, contrajo tuberculosis pulmonar, que todavía estaba causando estragos en la vida en ese momento.
Obligado a dejar sus estudios en Italia, regresó a Rumanía y fue admitido en el Sanatorio de Tuberculosis de Bârnova, cerca de Iaşi, donde siguió estrictamente el rudimentario tratamiento antituberculoso de la época. Debilitado, pero todavía dispuesto a estudiar Medicina, se matriculó en la Facultad de Medicina de la Universidad de Iaşi, y en 1928, fue inmediatamente aceptado debido a su excelente trabajo en Pavía. Desafortunadamente, el aumento de los sentimientos antisemitas en la mayoría de los estudiantes y algunos miembros de la facultad, así como la falta de cadáveres judíos para el estudio anatómico (los estudiantes judíos no pudieron diseccionar cadáveres cristianos) obligaron a Zicman a dejar de estudiar medicina en Iaşi. Sin embargo, su deseo de seguir estudiando era primordial, por lo que se matriculó en la Facultad de Ciencias Naturales, en la Universidad de Chernovtsi (fundada en 1875 como Franz-Joseph-Universität Czernowitz), cuando Chernovtsi (Cernăuţi, en rumano) era la capital del Ducado de Bucovina, apodado "Pequeña Viena", parte del Imperio Austríaco. Zicman Feider estudió solo un año allí, y luego regresó a Iaşi, provincia de Moldavia. De vuelta en Iaşi, estudió de 1930 a 1933, en la sección de Ciencias Naturales, de la Facultad de Ciencias de la “Universidad Alexandru Ioan Cuza”, anteriormente conocida como "Michaelian Academia" de Iaşi, de la cual se graduó con honores en 1933. Durante este tiempo, aprendió de famosos académicos, profesores e investigadores académicos, como Ioan Borcea, Paul Bujor y Constantin Motaş. Aquí, también comenzó a trabajar con sus ilustres colegas zoólogos Mihai Băcescu, Sergiu Cărăușu y Alexandru V. Grossu.

### Primeros años de post-graduación y trabajo

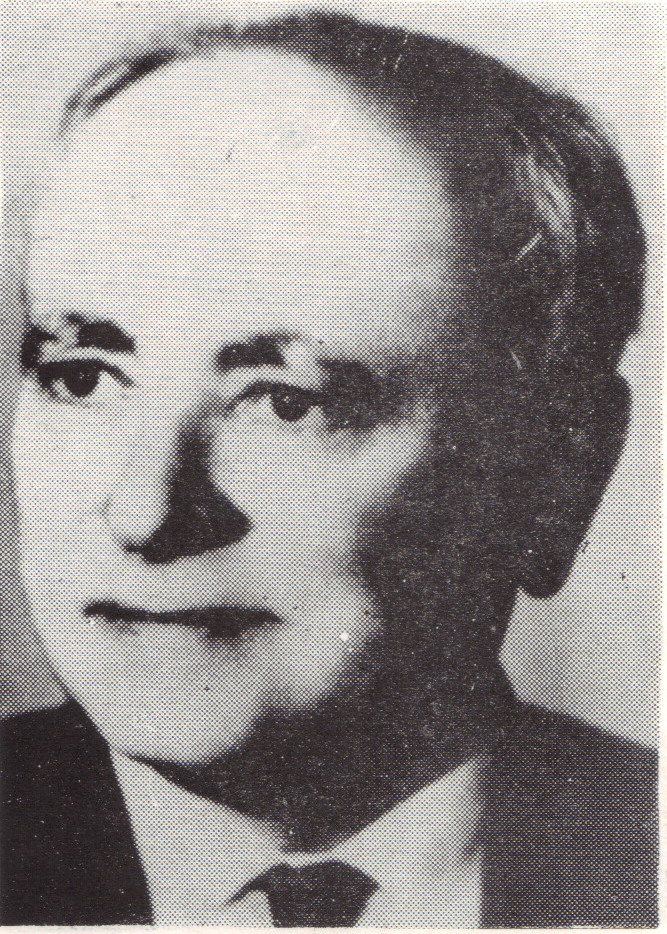
El profesor Zicman Feider

Feider comenzó como maestro en su ciudad natal de Roman, y luego enseñó en la ciudad de Târgu Ocna hasta que pasó su “Examen de Capacidad del Maestro” en 1935. Habiendo obtenido su Grado de Capacidad, fue contratado como profesor de Ciencias Naturales en el "St. O. Iosif Liceo para niños" en Odorheiu Secuiesc (húngaro: Székelyudvarhely), Condado de Harghita, Transilvania, Rumanía, la renombrada institución educativa, que conserva hasta hoy en su patio las ruinas de un castrum romano. El liceo fue nombrado después de un poeta pre-simbolista rumano prematuramente muerto, Ştefan Octavian Iosif. En 1938, Feider se casó con Ilona Pal, una persona de la etnia local Székely, que se había graduado de “Benedek Elek Colegio de Profesores”, y quien defendió con entusiasmo su derecho a casarse con una persona judía, durante el reinado de un gobierno antisemita de derecha. Feider mantuvo permanentemente su asociación con los profesores de la Universidad Alexandru Ioan Cuza y con el eminente biólogo Constantin Motaş, reconocido especialista en ácaros de agua, quien sugirió que debería comenzar a investigar a los ácaros terrestres. Como resultado, Zicman, todavía joven y muy apasionado, hurgaba entre la basura de los huertos del condado de Harghita en busca de ácaros. Tenía la admiración y el apoyo del director del Liceo, el profesor Ioan Steriopol, quien estaba orgulloso de hacerse amigo de él. Trabajando intensamente como profesor, investigador y pedagogo, el profesor Feider ayudó a establecer el “Museo de Ciencias Naturales” en Odorheiu Secuiesc. En 1938, Zicman Feider publicó en los "Anales de la Universidad Alexandru Ioan Cuza" uno de sus apasionados descubrimientos, bajo el título "Sur une espèce nouvelle de genre Euthrombidium" (Acerca de una nueva especie de Euthrombidium).
Desafortunadamente, la atmósfera en Odorheiu Secuiesc se volvió incendiaria después del "Segundo arbitraje de Viena", de 30 de agosto de 1940, cuando Rumanía fue obligada a devolver la zona septentrional de Transilvania a Hungría, y la manifestación antisemita se hizo tan generalizada que Zicman y su esposa embarazada se vieron obligados a abandonar Transilvania rumbo a Moldavia. Temporalmente desempleado y estigmatizado como judío, Zicman buscó trabajar como maestro en Piatra Neamţ, y finalmente encontró la oportunidad de enseñar en el "Liceo Judío" de la ciudad de Roman, Rumanía, a fines de 1940. Su trabajo laborioso y sus habilidades de liderazgo fueron tan respetadas que se convirtió en el director del "Liceo Judío", donde trabajó hasta 1944, durante la Segunda Guerra Mundial.
De 1944 a 1949, continuó trabajando como profesor de Biología en el "Liceo para niños de Roman" y en el "Liceo Comercial" de la Ciudad de Roman. Mientras tanto, su investigación fue extremadamente activa, lo que resultó en la publicación de varios artículos sobre Trombidiidae (Ácaros de terciopelo, emergiendo del suelo después de la lluvia, arácnidos encontrados en la hojarasca, conocidos por sus colores rojo brillante), en 1945.

### Actividad científica y académica
En 1947, acabó de concluir y defendió con éxito su tesis para el Doctorado. bajo la supervisión del profesor Constantin Motaş, titulada "El aparato respiratorio en Trombidiidae y Prostigmata superior". Por su trabajo obtuvo la calificación magna cum laude. En 1949, fue nombrado profesor asociado en el Departamento de Zoología de la Facultad de Ciencias Naturales de la “Universidad Alexandru Ioan Cuza”, Iaşi, y su alma mater. En 1950, fue cooptado en el "Grupo de Investigación para la Fauna Rumana" formal afiliado a la “Sección Científica de la Academia Rumana”, como jefe del "Grupo de Fauna" de la Rama Iaşi.
En 1955, Feider publicó una notable obra: "Monografía sobre las Trombidiidae", incluida en la colección "Fauna", de la Casa Editorial de la Academia Rumana. En 1959, se convirtió en profesor titular en el Departamento de Zoología de la Facultad de Ciencias Naturales de la “Universidad Alexandru Ioan Cuza”, Iaşi. Fue designado como titular del Curso de Zoología de Vertebrados (la disciplina biológica que consiste en el estudio de animales vertebrados, es decir, animales con una columna vertebral, como peces, anfibios, reptiles, aves y mamíferos) (ver “Curso de zoología de los vertebrados”). También enseñó otros cursos como Zoología general y Parasitología.
En 1965, publicó "Súper familia Ixodoidea" (que contiene la familia Ixodidae - garrapatas duras), otra monografía de la colección "Fauna" de la Casa Editorial de la Academia Rumana. En el mismo año 1965, después de años de trabajo en colaboración con sus colegas rumanos de las universidades de Bucarest y Cluj, el profesor Zicman Feider publicó la primera edición de "La zoología de los vertebrados". Esta monumental obra fue reeditada dos veces (ver ZOOLOGIA VERTEBRATELOR de Z. FEIDER, AL. V. GROSSU, S. GYURKO si V. POP 1967 y ZOOLOGIA VERTEBRATELOR - Z. FEIDER, AL. V. GROSSU, S. GYURKO si V. POP BUCUREŞTI. 1976), y también se puede encontrar como archivo PDF en Internet. https://www.scribd.com/document/334940864/252481259-ZoologiaVertebratelor-Feider-PDF
Como zoólogo de vertebrados, Feider se rodeó de otros miembros del departamento de Zoología, desarrollando varias líneas de investigación para cada uno de ellos, guiándolos para defender con éxito sus Doctorados. Todos esos colaboradores: Libertina Solomon, Viorica Simionescu, Iulia Mironescu, Nicolai Valenciuc e Iordache Ion se convirtieron en profesores titulares e investigadores consumados. Algunas de sus líneas comunes de temas de investigación fueron: "El aparato hioides-mandibular en peces" y "El crecimiento relativo en algunas especies de peces". El trabajo se realizó en la "Estación de Biología Marina Profesor Doctor Ioan Borcea", Agigea, Rumanía, fundada en 1926 en la frontera del Mar Negro, como una institución de investigación externa perteneciente a la Universidad Alexandru Ioan Cuza, Iaşi.
Concomitantemente, Feider supervisó otros trabajos de Doctorado de distintos zoólogos de otras universidades rumanas o en algunos centros de investigación de biología remotos. Tampoco perdió el contacto con la educación secundaria en Rumanía, y fue invitado casi todos los años para presidir los Comités de Bachillerato en las ciudades más grandes de la provincia de Moldova, Rumanía. De hecho, los libros de texto de Zoología para las escuelas secundarias en su país tenían como referencia su libro magistral "La zoología de los vertebrados". El trabajo de Feider con ácaros y garrapatas se hizo muy conocido en el extranjero, despertando un mayor interés de los especialistas en el campo. Llevó a cabo el estudio taxonómico y sistemático de muchos grupos de Acarinas: Ixodoidea, Oribatidae, Gamasidea, Rhinonyssidae, Erythraeidea y Prostigmata de Rumanía; Nicolletiellidae y Sternostoma, según el género en todo el mundo. Encontró indicadores filogenéticos en las estructuras de tricobotrias, aspis y placas genitales y anales en la quilateotaxis de larvas y los órganos visuales en Ixodidae o en el aparato de respiración, el borde metópico y la estructura genital de Trombidiidae.
Mientras tanto, se unió a varias sociedades científicas en Europa y los EE. UU. Y fue nombrado miembro del consejo editorial de la publicación “Acarologia”, revista científica trimestral de acceso abierto que cubre todos los aspectos de la Acarologia, establecida por Marc André y François Grandjean en 1959. Algunos acarólogos le enviaron sus propias colecciones con el fin de ser estudiadas y de evitar la redundancia del nombre. Por lo tanto, Feider estaba comparando ácaros de todo el mundo con los holotipos (“holotipo”, un espécimen de tipo único sobre el que se basa la descripción y el nombre de una nueva especie) perteneciente a su colección personal. Feider transmitió su pasión por la Acarologia a un grupo de investigadores del “Centro de Investigación Biológica”: Nicu Vasiliu, Magda Călugăr, Mărioara Huţu, Maria Calistru y algunos otros que fueron sus devotos discípulos, mientras trabajaban en el "Instituto de Biología General y Aplicada", de la rama Iaşi de la Academia Rumana. Representaban a esta guisa, a la creciente escuela de acarólogos rumanos, sin parangón hasta hoy.

### Muerte
Sobreviviente a tres ataques al corazón, Feider falleció el 26 de septiembre de 1979 tras una nueva crisis cardíaca mientras su tercera monografía sobre Trombiculoidea estaba en vías de publicación en la colección "Fauna" de la Casa Editorial de la Academia Rumana.

### Legado
La personal “Colección de Ácaros y Ixodidae” de Feider, un verdadero diccionario científico, creado durante décadas de trabajo arduo, fue donado al “Museo de Historia Natural” de Iaşi, una institución de prestigio fundada en 1834, que es además el primer museo de este tipo en Rumanía. Como prueba del aprecio por su dedicación a la ciencia, varios acarólogos se sintieron obligados a inmortalizar el nombre de Zicman Feider, dedicando su nombre a especies recientemente identificadas de ácaros. Por ejemplo, Subias creó el género Feiderzetes - Feiderzetes latus en 1977. Después de la muerte de Feider, uno de sus colaboradores y colegas, Libertina Salomón, creó la especie Myonyssus feideri, y dos de sus más cercanos corresponsales científicos, Balogh y Mahunka crearon la especie Phteracorus zicmani. Feider permanece en la memoria de quienes lo conocieron como una figura académica eminente, reconocida no solo por su vasto conocimiento de la biología, sino también por su calidez humana. Fieles al padre y al abuelo ejemplar que fue, los hijos de Feider siguieron sus pasos y eligieron carreras académicas: Noemi Bomher, profesora de literatura rumana, Daniela Kocsis, profesora de matemáticas, y el más joven Almos Bela Trif, médico y profesor de patología.